# Михайлов, Алексей Иосифович
Алексей Иосифович Михайлов (1895—1941) — советский военачальник, полковник (1938), участник Первой мировой, Гражданской и Великой Отечественной войн. Пропал без вести в сентябре 1941 года на Западном фронте. 

## Биография
В августе 1915 года призван в Русскую императорскую армию и направлен на Северо-Западный фронт, в марте—июне 1916 года обучался в Псковской школе прапорщиков, участвовал в Первой мировой войне в должности младшего офицера и командира роты. В октябре 1916 года направлен на Румынский фронт, где командовал ротой в составе 37-го Сибирского стрелкового полка. В январе 1917 года при отступлении из Добруджи в бою под Мачином был ранен и контужен, после чего взят в плен болгарской армией. Содержался в лагерях военнопленных в г. София и Орхание, вернувшись из плена в декабре 1918 года, был признан инвалидом.
В августе 1919 года призван в РККА в Петрограде и назначен командиром роты 10-го запасного полка Северо-Западного фронта, участвовал в Гражданской войне. 
С сентября 1920 года — командир маршевого батальона этого фронта, с декабря — командир роты 96-го стрелкового полка 32-й бригады 11-й стрелковой дивизии, участвовал в подавлении Кронштадтского восстания (1921), за взятие батареи при штурме крепости Кронштадт награжден серебряными часами. 
С мая 1921 по июнь 1922 года был помощником командира батальона учебно-кадрового полка 11-й стрелковой дивизии, участвовал в подавлении Карельского восстания (декабрь 1921 — март 1922 года), за взятие Волазминского завода и разгром мятежников награждён орденом Красного Знамени, а также нагрудным знаком «Честному воину Карельского фронта». 
С июня 1922 года служил в 33-м стрелковом полку 11-й стрелковой дивизии командиром роты, пом. командира и командиром батальона, пом. командира полка по хоз. части. С ноября 1929 года находился на учёбе на курсах «Выстрел», после окончания их в январе 1930 года назначен пом. командира по строевой части 30-го стрелкового полка 10-й стрелковой дивизии. С октября 1930 г. служил в штабе Северо-Кавказского военного округа начальником 7, 8 и 10-го отделов. 
В мае 1936 года назначен командиром 37-го стрелкового полка 13-й стрелковой дивизии Белорусского ОВО. В ноябре 1937—августе 1938 года снова обучался на курсах «Выстрел», затем назначен начальником штаба 2-й Белорусской стрелковой дивизии. В её составе участвовал в походе РККА в Западную Белоруссию. С июля 1940 года командовал 161-й стрелковой дивизией Западного ОВО (Могилёв). 
К началу Великой Отечественной войны его 161-я дивизия в составе 44-го стрелкового корпуса была передислоцирована в район Минска (Уручье), затем действовала в составе 2-го стрелкового корпуса 13-й армии, после оставления Минска 28 июня отступала на восток, переправилась через Днепр и вместе со штабом 2-го стрелкового корпуса была выведена во второй эшелон Западного фронта в район Горки. 
С началом Смоленского сражения и прорывом немецких мотомеханизированных частей через Днепр на Горки, Хиславичи в 10-х числах июля 2-й корпус (100-я и 161-я дивизии) оказался в окружении, затем прорывался из окружения. 
16 июля 161-я стрелковая дивизии с 151-м корпусным артполком вырвались из окружения в районе Темный Лес (восточнее Дрибин), выходу из окружения способствовала атака на Дрибин разведбата дивизии под командованием начштаба дивизии майора А. И. Мурашева. Про дальнейшее известно, что Военный совет Западного фронта исключил командира 161-й дивизии полковника А. И. Михайлова, полкового комиссара А. И. Орлова и начштаба майора А. И. Мурашева из списков на награждение орденом Красного Знамени, а 21 августа А. И. Михайлов был отстранен от должности командира дивизии.
Согласно ОБД «Мемориал», числится пропавшим без вести в сентябре 1941 года. Хотя в книге «Великая Отечественная: Комдивы» записана гибель в ходе Вяземского сражения в октябре 1941 года.

## Награды
- Орден Красного Знамени (1922)
- Медаль «XX лет РККА» (1938)